# Вольфганг Шелльманн
Вольфґанґ Шелльманн (нім. Wolfgang Schellmann; 2 березня 1911, Кассель — 24 червня 1941, СРСР) — німецький льотчик-ас винищувальної авіації, оберстлейтенант люфтваффе. Кавалер Лицарського хреста Залізного хреста.

## Біографія
1 квітня 1930 року вступив в рейхсвер. Пройшов льотну підготовку і в 1935 році був зарахований в люфтваффе. З 1 квітня 1937 року — командир 2-ї ескадрильї 135-ї винищувальної ескадри. Наприкінці 1937 року направлений в Іспанію і 19 грудня призначений командиром 1-ї групи 88-ї винищувальної ескадри легіону «Кондор». Першу перемогу здобув 18 січня 1938 року, збивши в районі Теруеля І-16. 2 вересня 1938 року знятий з посади. Всього здобув в Іспанії 12 перемог і став другим за результативністю німецьким льотчиком цієї війни після Вернера Мьольдерса.
В складі 1-ї групи 77-ї винищувальної ескадри брав участь у Польській кампанії. З 1 листопада 1939 року — командир 2-ї групи 2-ї винищувальної ескадри «Ріхтгофен». Першу перемогу під час Другої світової війни здобув 11 травня 1940 року, збивши в районі Реймса британський винищувач «Гаррікейн». 31 травня, збивши на схід від Дюнкерка «Спітфайр», Шелльманн здобув свою 5-ту, а 25 серпня — 10-ту перемогу. З 3 вересня 1940 року — командир 2-ї винищувальної ескадри. З 20 листопада 1940 року — командир 27-ї винищувальної ескадри. Учасник Балканської кампанії. В перший день Німецько-радянської війни, 22 червня 1941 року, в районі Гродно здійснив свій 150-й бойовий виліт, цього дня він здобув свою останню — 26-ту — перемогу, але й сам був збитий. Полонений полковник 10-ї радянської армії розповів про долю Шелльманна: той встиг вистрибнути з парашутом з палаючого винищувача, потрапив у полон і 24 червня був розстріляний працівниками НКВС.

## Звання
- Оберлейтенант (1 жовтня 1935)
- Гауптман (1 липня 1938)
- Майор
- Оберстлейтенант (1 червня 1941, посмертно заднім числом)

## Нагороди
- Нагрудний знак пілота
- Медаль «За вислугу років у Вермахті» 4-го класу (4 роки)
- Медаль «За Іспанську кампанію» (Іспанія)
- Іспанський хрест в золоті з мечами і діамантами
- Залізний хрест 2-го і 1-го класу
- Почесний Кубок Люфтваффе
- Лицарський хрест Залізного хреста (18 вересня 1940) — за 10 повітряних перемог.
- Авіаційна планка винищувача в золоті (1941)